# 나폴리 지하철
나폴리 지하철(이탈리아어: Metropolitana di Napoli)은 나폴리의 도시 철도이다. 2025년 4월 현재 2개 노선 31개 역이 있다. 두 지하철 노선은 떨어져 있으며 통근철도 노선이다.
나폴리 지하철의 1호선, 6호선, 그리고 그밖의 지하철 통근 노선과 케이블카 (키아이아, 메르젤리나, 몬테산토 선)의 교통 운행 및 관리는 나폴리 교통공사가 전담하고 있다.

## 역사

### 시초
1911년 로마-포르미아-나폴리 철도의 나폴리 시내 구간 건설 과정에서 빌라리테르노-나폴리잔투르코 철도 부설 공사가 개시됐다. 제1차 세계 대전으로 공사가 잠시 중단되었지만 1925년 9월 28일 이탈리아 최초의 시내 철도 노선으로 최종 개통됐다. 당시 국철에서 이 노선을 운영을 맡았으며, 이름은 "국철 지하철 (metropolitana FS)"이라 불렀다. 나폴리 고속선은 오늘날 서부 외곽 (바뇰리)에서 출발해 푸오리그로타, 메르젤리나, 아메데오 광장, 몬테산토, 카보우르 광장, 가리발디 광장처럼 도심을 가르며 동부 외곽 (산 조반니-바라)까지 연결하면서, 오늘날 나폴리 시에 있어 최우선으로 중요한 노선이다. 나폴리 고속선은 1997년 시 교통계획의 일환으로 현재의 지하철 2호선으로 개편됐다.
제2차 세계 대전이 끝나고 기존의 치르쿰베수비아나 선이 현대식 통근 철도로 탈바꿈하고, 쿠마나 선도 통근자들의 주된 이용 노선이 되었다. 1962년에는 치르쿰플레그레아 선이 개통됐다.

### 지하철화
최초의 지하철 노선 공사 (1호선)은 1986년 시작되어 1993년 3월 28일에 1차 구간이 개통되었다. 처음에는 '산동네 지하철' (Metropolitana Collinare)라고 불렸던 1호선은 콜리 아미네이 역-반비텔리 역 사이 4km 구간을 달렸다. 2년 후인 1995년에는 피시놀라 역까지 연장되었고 전체 길이는 8km로 늘어났다.
여러 번의 우여곡절을 겪으면서 점차 개선되어 나가긴 했지만, 1997년까지만 해도 나폴리 지하철은 철도망 통합 미비와 적은 운행편, 그리고 나폴리의 대다수 지역이 지하철의 혜택을 보지 못하고 있는 점 때문에 골머리를 앓았다. 때문에 1997년 나폴리 시 당국은 새로운 '도시교통계획안' (Piano Comunale dei Trasporti di Napoli) 구상에 착수하였는데, 지하철망을 점검 평가하고, 지출과 일반 재정 정비에 대한 관리를 개선하며, 나폴리 시내철도망에 대한 새로운 운임 관리체계와 더 나은 운영을 목표로 삼았다.
교통계획안에서 제안한 재개발 방안은 총 세 단계로 이뤄졌다. 1단계는 오는 2001년까지 지하철을 총 다섯 노선으로 늘림과 동시에, 기존의 1호선을 대폭 재개발하는 것을 비롯, 총연장 53km (기존 노선은 45km), 68개 역 (23개 역 신설) 규모에 열두 개의 환승역을 구축하는 방안이었다. 2단계는 2007년까지 노선 7개, 84개역, 환승역 16개에 버스 환승 터미널 10곳으로 늘리는 방안이었다. 마지막 3단계는 2011년까지 총연장 93km의 10개 지하철 노선으로 늘리고, 30km 규모의 경전철 (트램 노선)을 지어, 총 114개역에 21개 환승역 그리고 24개 버스 환승장을 잇도록 하는 방안이었다. 이를 통해 오는 2011년이 되면 나폴리 시민의 70%가 지하철 및 전철역 500m 이내 권역에 들어갈 수 있도록 하는 것을 과제로 삼았다.
나폴리 코무네 당국은 캄파니아 주 정부와 함께 국영 합자회사인 메트로나폴리를 신설해 공동 운영에 들어갔다. 전체 운영 비중에서 나폴리 당국이 99%, 나폴리 교통공사 (ANM)이 1%를 차지하는 완전한 국영 기업이었으며, "우수하고 편리한 일반 철도교통 서비스를 시에 제공하는 것"을 강령으로 삼았다.

### 노선 확대
2000년, 새로운 노선인 9호선이 계획 단계에 들어갔다. 카포디몬테 박물관을 거쳐 국립고고학박물관으로 가는 이 노선은 1호선의 일부 구간을 대체할 수 있도록 하였으나, 끝내 계획이 취소되고 말았다. 2001년 2월 1일, 캄파니아 주의 대중 교통을 전면적으로 재활성화하기 위한 계획 차원에서 메트로나폴리가 나폴리 시내 철도 교통망 운행 권한을 넘겨받았다. 캄파니아 주 당국은 "철도 혁명" (rivoluzione del ferro)을 선언, 총 38억 유로를 들여서 캄파니아 주 내에 1,400km 규모의 신노선을 부설하고, 80개역 신설로 총 432개역의 규모로 키우겠다는 계획을 내세웠다. 2001년 4월 14일부터는 1호선 운행구간이 반비텔리 역에서 무세오 (박물관)역까지 연장되었다.
2005년에는 나폴리-아베르사 지하철 노선의 피시놀라-무냐노 구간이 개통되었다. 같은해 12월 3일, CIPE (범부처경제계획위원회)가 나폴리 지하철망 건설에 약 6억 유로 이상의 예산이 투입될 것이라고 밝혔다. 이 중 3억 2300만 유로는 몬테산토 역 (쿠마나 선과 치르쿰플레그레아 선 경유)에, 6110만 유로는 콰트로 조르나테 역 (1호선과 치르쿰플레그레아 선 경유) 건설에 투입해 2010년까지 프로젝트를 완료하기로 하였고, 1호선 구간 중 카포디키노-첸트로 디레치오날레 구간에 1억 1970만 유로를, 산 파스콸레-무니치피오 구간에 1억 유로를 들여 개선하기로 했다.
2006년 12월 23일부터 2007년 2월 20일까지 카스텔 델로보에서 나폴리 지하철 개량 계획을 시연하기 위해 모형 전시회와 멀티미디어 발표회를 개최하어, 수많은 나폴리 시민들이 전시장을 찾았다. 2007년 2월에는 경전철 노선 중 하나인 나폴리 지하철 6호선이 개통되었다. 총연장 길이는 2.3km, 총 4개 역으로 운행되기 시작했다.
2009년에는 나폴리-아베르사 선이 아베르사 첸트로 역까지 연장되었고, 2011년 3월 28일에는 나폴리 지하철 1호선이 무세오 역에서 우니베르시타 역까지 연장 개통되었다. 이후 2012년 9월 17일에는 단테 역과 우니베르시타 역 사이에 톨레도 역이 새로 문을 열었다. 2013년 9월 31일에는 1호선이 다시 한번 가리발디 역까지 연장되었으며, 나폴리 철도역 바로 오른편까지 도달하게 되었다. 가장 최근인 2015년 6월 2일, 1호선의 우니베르시타 역과 가리발디 역 사이에 무니치피오 역 (시청역)이 문을 열었다.

## 노선
나폴리 지하철에는 현재 총 세 개의 노선이 운영되고 있다.
| 노선               | 개통연도 | 총연장 | 역 개수 |
| ------------------ | -------- | ------ | ------- |
| 1호선              | 1993년   | 20.7km | 20개    |
| 6호선              | 2007년   | 5.5km  | 8개     |
| 나폴리-아베르사 선 | 2005년   |        |         |

## 운영

### 운임

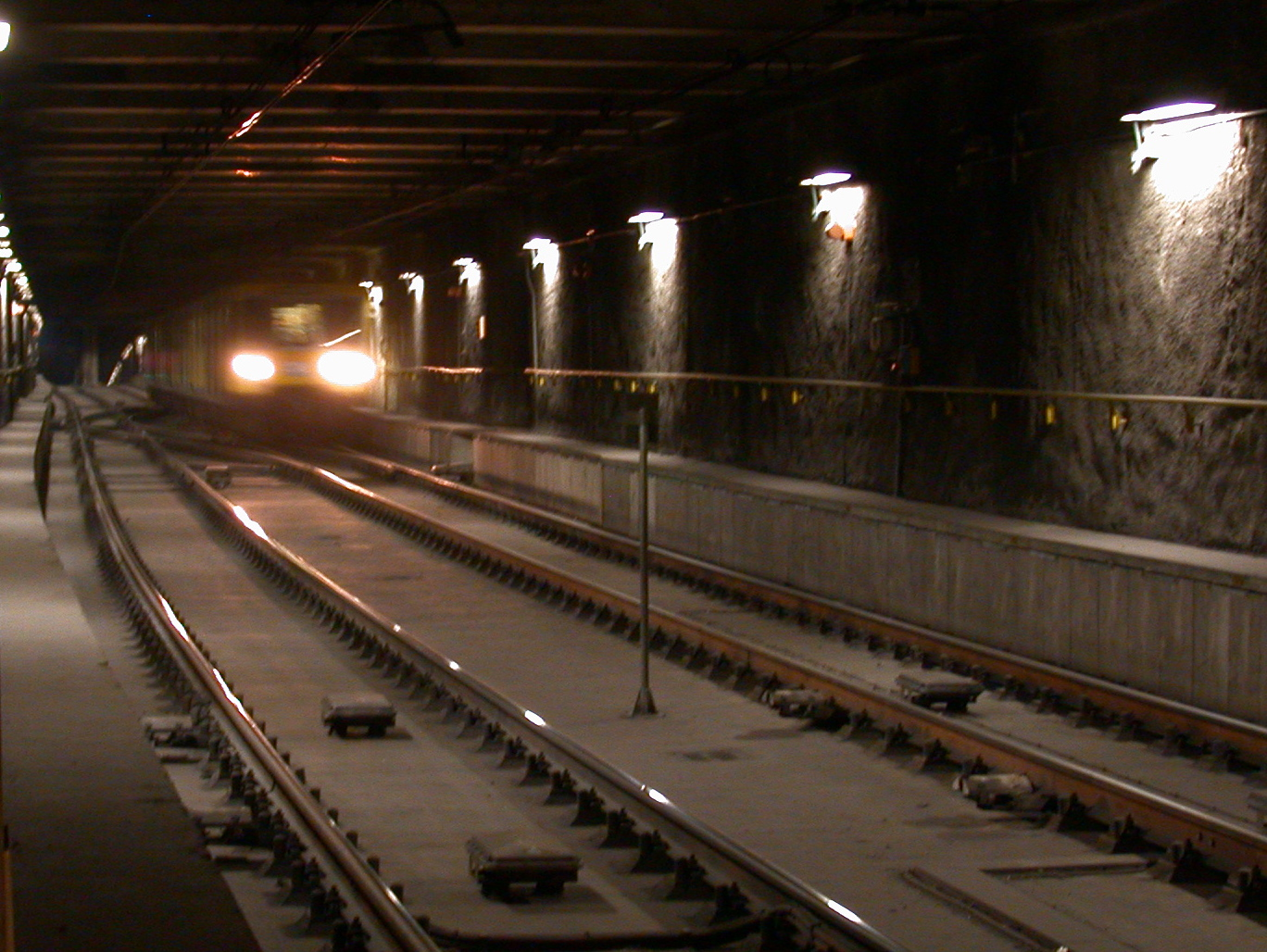
1호선의 반비텔리 역을 출발하는 열차

나폴리에서는 모든 대중교통 회사가 하나의 콘소시엄을 이루어 통합 요금으로 다닐 수 있도록 한 우니코 나폴리 (UNICO NAPOLI) 시스템이 있으며, 나폴리의 지하철과 전철도 여기에 포함된다.
나폴리 지하철의 요금 티켓은 여러 종류가 있는데 시간, 일일/휴일, 월간, 연간으로 승차권이 갈린다. 시간제 승차권의 경우 처음 승차한 때부터 90분까지 사용이 가능하고 일일 승차권은 사용일자의 자정에서 다음날 자정까지의 24시간을 기준으로 한다.

### 운영
나폴리 지하철은 오전 6시부터 오후 23시까지 매일 운영된다. 1호선의 배차 간격은 주로 10분에서 14분 정도이지만 평일 피크시간대에는 최대 배차간격이 8분에 불과하다. 1호선의 평균 운행속도는 32km/h이다.
6호선은 수요 부족으로 현재 운행이 중단된 상태에 있다.

## 같이 보기
- 지하철 목록